# Kościół św. św. Apostołów Piotra i Pawła w Łapach
Kościół św. św. Apostołów Piotra i Pawła w Łapach – rzymskokatolicki kościół położony w dekanacie Łapy w diecezji łomżyńskiej, znajdujący się w Łapach przy ul. 3 Maja 8.

## Historia
- 1905-1906 – Zbudowano drewnianą kaplicę pod wezwaniem św. Ap. Piotra i Pawła.
- 1912 – 27 maja została utworzona i kanonicznie ustanowiona parafia Łapy pw. św. Ap. Piotra i Pawła.
- 1914 – Ks. proboszcz B. Gumowski, pierwszy proboszcz parafii postanowił w Łapach budować kościół, ponieważ dotychczasowa kaplica okazała się za mała i niewygodna.
- 1919 – Komitet parafialny w Łapach podjął decyzję o wznowieniu przerwanych w wyniku I wojny światowej przygotowań do budowy kościoła. Do opracowania planów i kosztorysu budowy kościoła zaproszono architekta Kazimierza Skórewicza z Warszawy. Przybył on wkrótce do Łap z gotowymi planami świątyni. Po załatwieniu formalności prawnych przystąpiono do budowy kościoła w Łapach.
- 1920 – Wiosną tego roku zostały wykonane i założone fundamenty pod kościół. Rozpoczęto budowę muru.
- 1920 – Dokonano rozbiórki cerkwi prawosławnej w Łapach, z której pozyskano materiał budowlany pod budowę kościoła.
- 1923 – W połowie tego roku mury kościoła i wieży zostały doprowadzone do dachu, po czym roboty wstrzymano.
- 1925 – Ukończono zewnętrzną budowę kościoła. Pozostało jeszcze wykończenie wewnętrzne.
- 1927 – 31 sierpnia nowy kościół w Łapach został całkowicie wykończony wewnątrz.
- 1927 – 18 września Ks. Biskup Stanisław Kostka Łukomski, nowy Ordynariusz Diecezji Łomżyńskiej dokonał aktu poświęcenia i konsekracji nowej świątyni pod wezwaniem św. Apostołów Piotra i Pawła.
- 1930 – Sprowadzono ze stoczni gdańskiej trzy dzwony: „Piotr” (tonacja e, ważący 887 kg), „Paweł” (tonacja g, 532 kg) oraz „Jan” (tonacja h, 251 kg).
- 1933 – Kościół otrzymał nowe 16-głosowe organy, o dwu manuałach, pedale i napędzie elektrycznym.
- 1936 – 2 maja sprowadzono z Częstochowy kopię obrazu Matki Bożej Częstochowskiej, który znajduje się do dziś w głównym ołtarzu kościoła.
- 1939 – wybudowano i poświęcono istniejącą do dziś grotę Matki Bożej.
- 1939-1945 – W czasie wojny kościół i budynki parafialne zostały poważnie zniszczone. W kościele: dziewięć dziur w ścianach wybitych przez pociski armatnie, wieża i dach mocno zniszczone przez pociski armatnie, dachówka zniszczona w 75%, okna pobite w 75%.
- 1945-1949 – remont kościoła i domu katolickiego.
- 1975 – Ks. proboszcz Adolf Romańczuk rozpoczął remont w kościele. Przebił mur w bocznych wnękach, tworząc w ten sposób nawy boczne kościoła, co miało ułatwić procesje w kościele i dostęp do konfesjonałów.
- 1981 – 20 października Wojewódzki Konserwatorów Zabytków podjął decyzję o wpisaniu kościoła parafialnego pw. św. Piotra i Pawła do rejestru zabytków nieruchomych pod nr rej.: 501[1]
- 1995-2000 – staraniem ks. proboszcza Piotra Faltyna zostało odnowione wnętrze kościoła wraz z ołtarzami, wykonano nową elewację i pomalowano dach.
- 2010 – ks.kan. Piotr Faltyn odszedł na emeryturę, ks.bp. Stanisław Stefanek mianował nowego proboszcza, ks. Sławomira Banacha.
- 2011 – ks. Sławomir Banach wraz z parafią dokonują generalnego remontu kościoła (wymiana posadzki z drewnianej na marmurową; ogrzewanie podłogowe; generalny remont prezbiterium z renowacją obrazu MB Częstochowskiej).
- 2012 – planowane jest uroczyste święto 100-lecia pierwszej parafii w Mieście Łapy.

## Architektura

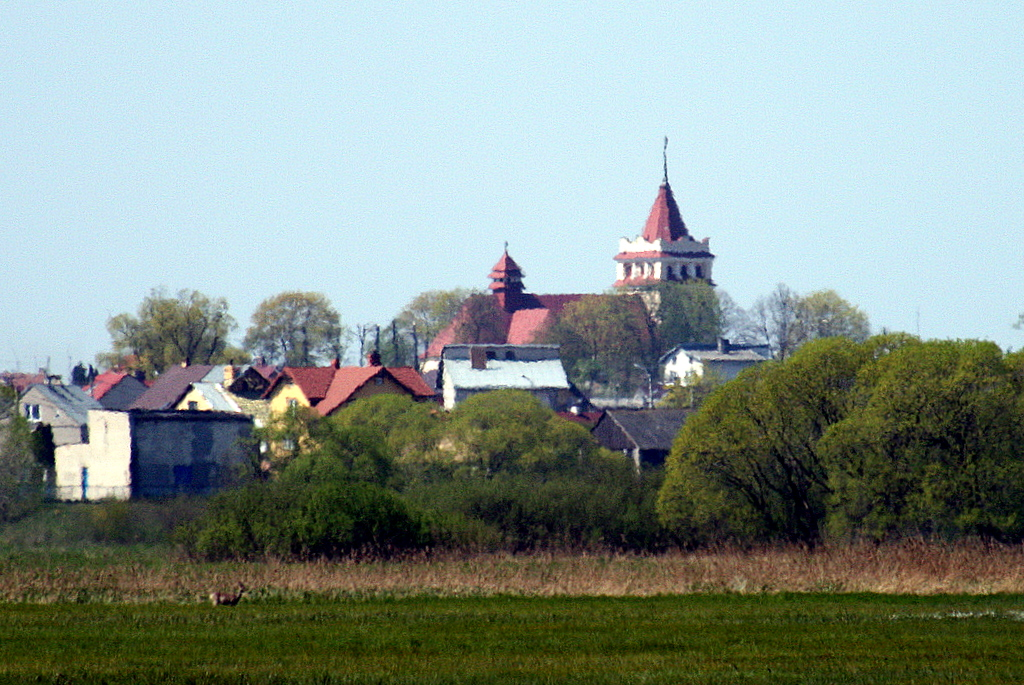
Kościół św. Piotra i Pawła

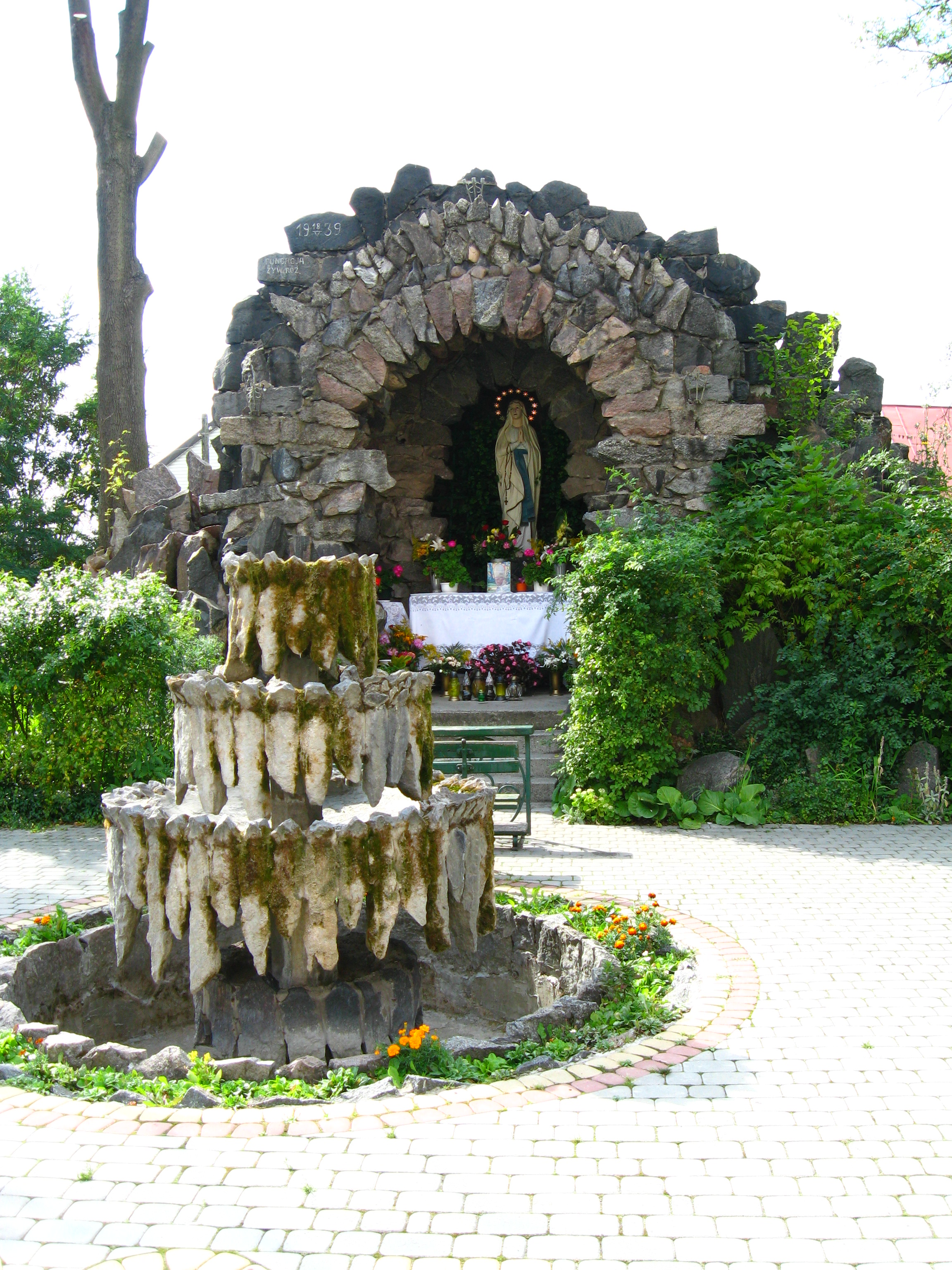
Grota NMP przy kościele św. Piotra i Pawła

Kościół stanowi połączenie stylu romańskiego z gotykiem o zabarwieniu zakopiańskim.
Obecny kościół jest budowlą trójnawową z prezbiterium i transeptem. Do architektury romańskiej nawiązuje bryła kościoła przypominająca nieco stary zamek obronny z jedną, masywną wieżą, zbudowaną na planie kwadratu, zakończoną niewysokim, stożkowym hełmem. Na przecięciu naw i transeptu znajduje się sygnaturka.
Wewnątrz kościoła sklepienia łukowe oparte są na dwumetrowych grubości ścianach posiadających pierwotnie nisze, później przerobionych na nawy. Główny ołtarz wykonany z żelbetu w formie łukowej. Na tym ołtarzu w górze, oparty o łuk ołtarzowy został umieszczony wieki krzyż dębowy, na nim rozpięta naturalnej wielkości postać Chrystusa, wyrzeźbiona w drzewie lipowym. Po bokach krzyża zostały ustawione dwie pary aniołów wykonanych z drzewa, jedna para klęcząca, druga stojąca. W środku pomiędzy kolumnami znajduje się obraz Matki Boskiej Częstochowskiej, zasłaniany obrazem Matki Boskiej Królowej. Po obu stronach prezbiterium stoją figury św. Franciszka i św. Antoniego z Padwy.

### Wymiary kościoła
- długość: 46 m
- szerokość: 22 m
- wysokość do sklepienia: 11 m
- wysokość wieży: 37 m[3]

## Kontrowersje
W kwietniu 2021 kontrowersje wywołał zaprezentowany w kościele Grób Pański z przedstawieniem figury Chrystusa na skrzynkach po piwie, wśród opróżnionych butelek i puszek po alkoholu oraz ze zdjęciami Margot, Marty Lempart oraz Bartosza Staszewskiego.